# Кундун
«Кундун» (англ. Kundun) — фильм режиссёра Мартина Скорсезе, посвящённый религиозному деятелю и духовному лидеру тибетских буддистов — Далай-ламе XIV. 
«Кундун» (སྐུ་ མདུན་ Wylie : sku mdun на тибетском), что означает «присутствие», — это титул, которым был наделён Далай-лама. Фильм вышел в прокат всего через несколько месяцев после «Семи лет в Тибете», в котором был запечатлён Далай-лама XIV на нескольких этапах его юности, однако Кундун охватывает период в три раза дольше.

## Сюжет
Реалистичное повествование о жизни и трагической судьбе четырнадцатого Далай-Ламы, одного из величайших религиозных деятелей нашей эпохи и духовного наставника буддистов всего мира. Хроника его детства и юности, наполненной тревогами за будущее древней нации, решительными попытками отстоять право Тибета на политическую и религиозную независимость.

## Производство
Проект начался, когда сценарист Мелисса Мэтисон встретилась с Далай-ламой и спросила его, может ли она написать о его жизни. Согласно Turner Classic Movies, «он дал ей свое благословение и свое время, давая интервью, которые легли в основу её сценария». Мэтисон предложила пригласить Мартина Скорсезе в качестве режиссёра.
Большая часть фильма была снята на киностудии Atlas Film Studios в Варзазате, Марокко, некоторые сцены были сняты в монастыре Карма Трияна Дхармачакра в Вудстоке, Нью-Йорк.

## Выпуск
Ещё до того, как фильм был выпущен на экраны, китайское руководство было против распространения фильма, до такой степени, что это поставило под угрозу будущий доступ Disney к Китаю как рынку. Стойкость Disney резко контрастировала с позицией Universal Pictures, которая ранее «отказалась от возможности распространять фильм из страха расстроить китайцев».
Скорсезе, Мэтисон и нескольким другим участникам производства запретили въезжать в Китай из-за создания этого фильма. Также Китай запретил фильмы и мультфильмы Disney. 
В 1998 году Disney извинился за выпуск фильма и начал «устранять ущерб», что в конечном итоге привело к заключению сделки по открытию Шанхайского Диснейленда к 2016 году. Майкл Эйснер назвал фильм «глупой ошибкой» и сказал: «Плохая новость в том, что фильм был снят, хорошая новость в том, что его никто не смотрел. Здесь я хочу извиниться, и в будущем мы должны не позволять происходить таким вещам, которые оскорбляют наших друзей».

## В ролях
- Тензин Тхутхоб Царонг — Далай-лама (взрослый)
- Гьюрме Тетхонг — Далай-лама (подросток)
- Тулку Джамаянг Кунга Тензин — Далай-лама (ребёнок)
- Тенчо Гьялпо — мать
- Цеванг Мигьур Хангсар — отец
- Сонам Пхунцог — Ретинг Ринпоче
- Роберт Лин — Мао Цзэдун

## Награды и номинации
- 1998 — 4 номинации на премию «Оскар»: лучшая музыка к фильму (Филип Гласс), лучшая операторская работа (Роджер Дикинс), лучшая работа художника-постановщика (Данте Ферретти, Франческа Ло Скьяво), лучший дизайн костюмов (Данте Ферретти)
- 1998 — номинация на премию «Золотой глобус» за лучшую музыку к фильму (Филип Гласс)

Также ещё 5 наград и 3 номинации на различные кинопремии.